# Fidena niveibarba
Fidena niveibarba är en tvåvingeart som beskrevs av Krober 1931. Fidena niveibarba ingår i släktet Fidena och familjen bromsar. Inga underarter finns listade i Catalogue of Life.